# Guillaume d'Amiens
Guillaume d'Amiens ou Guillaume le peigneur est un trouvère et peintre actif à la fin du XIIIe siècle.

## Liste des chansons
- Amours, mout as bele venue[1]
- Amours me fait par mon veuil
- Puisque chanters onques nul home aida
- Amours me maint u cueur
- Dame, pour men lonc sejour
- De ma dame vient
- Hareu! Coument mi manterrai
- Jamais ne serai saous
- Je canterai, faire le doi
- Prendés i garde
- Ses tres dous regers
- C'est la fin quoi que nus die, j'amerai

## Discographie
- On the banks of the Seine : Music of the trouvères, Chandos Records, 1997  — contient: « se tres dous regers », « c'est la fin quoi que nus die »
- Anne Azéma & Ensemble Aziman, C'est la fins (Virelai d'Djiyôme d'Anmien li Paigneu), 2007
- Anne Azéma, CD, Guillaume d'Amiens : Ja mais ne serai saous, 2006